# Adol'f Davidovič Brodskij
Adol'f Davidovič Brodskij, in russo Адольф Давидович Бродский? (Taganrog, 2 aprile 1851 – Manchester, 22 gennaio 1929), è stato un violinista e insegnante russo.
Ha goduto di una lunga e illustre carriera come interprete ed insegnante, iniziando presto a Vienna, proseguendo per Mosca, Lipsia, New York e infine Manchester. Durante il suo corso ha incontrato e lavorato con compositori come Čajkovskij ed Elgar. Fu dedicatario del Concerto per violino e orchestra op. 35 di Pëtr Il'ič Čajkovskij e suo primo interprete a Vienna il 4 dicembre 1881.

## Biografia
Nacque in una famiglia ebrea assimilata a Taganrog, sul Mar d'Azov. Anche suo nonno e suo padre erano violinisti. Iniziò le lezioni di musica all'età di cinque anni, un anno dopo aver suonato per la prima volta il suo primo violino, che era stato acquistato ad una fiera. Per quattro anni gli fu insegnata musica nella sua città natale. All'età di nove anni tenne il suo primo concerto a Odessa, dove una persona benestante lo ascoltò e rimase così colpita che fornì a Brodskij i fondi per studiare a Vienna. Nel 1860 iniziò immediatamente i suoi studi all'Università per la musica e le arti interpretative di Vienna con Joseph Hellmesberger, Sr. A Vienna Brodskij incontrò il compagno di studi Hans Richter, del quale divenne amico. Hellmesberger diede a Brodskij l'opportunità di suonare in numerosi concerti e lo invitò a unirsi al Quartetto di Hellmesberger come secondo violino.
Dal 1866 al 1868 Brodskij fu membro dell'orchestra di corte. Dopo dieci anni a Vienna fece tournée per quattro anni dando concerti: ci sono fonti che affermano che abbia girato l'Europa, altre dicono la Russia. Dopo il tour si stabilì a Mosca nel 1873. Contrariamente a quanto dicono alcune fonti, non studiò con Ferdinand Laub. Nel 1875 Brodskij divenne secondo professore di violino al Conservatorio di Mosca, dove rimase per quattro anni.
Nel 1880 sposò a Sebastopoli Anna Lvovna Skadovskaya. Il 4 dicembre 1881 Brodskij presentò per la prima volta il Concerto per violino in re maggiore di Ciajkovskij a Vienna, sotto la direzione di Richter. Brodskij era il dedicatario del concerto, dopo che Ciajkovskij aveva deciso di togliere la dedica a Leopold Auer, offeso per il fatto che quest'ultimo non lo avrebbe suonato a meno che il compositore non avesse apportato alcune modifiche accogliendo i suoi suggerimenti non richiesti. Brodskij aveva anche presentato in anteprima Sérénade mélancolique di Ciajkovskij a Mosca nel 1876. Anch'esso era stato inizialmente dedicato a Leopold Auer e anche in questo caso il compositore aveva ritirato la sua dedica (anche se stavolta non era stato riassegnata a Brodskij). Ciò non era dovuto alle critiche che Auer aveva fatto nei confronti della Serenade mélancolique, ma faceva parte della reazione di Ciajkovskij ai problemi di Auer con il Concerto per violino.
Più tardi, nel 1883, dopo che Henry Schradieck si trasferì al College of Music di Cincinnati, Brodskij fu chiamato a ricoprire il suo incarico al Conservatorio di Lipsia. Rimase a Lipsia fino al 1891. Qui formò il suo quartetto d'archi, il Quartetto Brodskij inizialmente con Ottokar Nováček (2° violino), Hans Sitt (viola) e Leopold Grützmacher (violoncello). Alla successiva partenza di Brodskij per gli Stati Uniti, Arno Hilf lo sostituì sia come professore nel Conservatorio di Lipsia che nel gruppo del quartetto d'archi.
Nell'ottobre 1891 Walter Damrosch invitò Brodskij a diventare il primo violino della New York Symphony Orchestra. Brodskij si stabilì a New York con la moglie. Nel 1894, dopo tre anni negli Stati Uniti, tornò in Europa, con un breve soggiorno a Berlino; mentre era lì Sir Charles Hallé lo invitò a Manchester per insegnare al Royal Manchester College of Music e dirigere l'Orchestra Hallé. Insegnò al College dal 1895 fino alla sua morte, diventando preside nel 1896. Fu in Inghilterra che cambiò l'ortografia del suo nome in Adolph. Tra i suoi allievi a Manchester c'era Arthur Catterall, che in seguito divenne professore presso il College. A Manchester fondò il suo secondo Quartetto Brodskij con Rawdon Briggs, Simon Speelman e Carl Fuchs.
Brodskij lavorò in diverse occasioni con Edward Elgar. Ammirava Elgar ed ebbe l'opportunità di incontrarlo nel febbraio 1900, quando Richter li presentò a seguito di un'esecuzione di Enigma Variations diretta da Richter a Manchester. Carl Fuchs chiese a Elgar di comporre un quartetto per archi per il quartetto Brodskij. Diversi anni dopo, nel 1918, Elgar completò il suo Quartetto per archi in mi minore, op. 83 e lo dedicò al quartetto.
Nel gennaio del 1927, nell'ambito di una serie di eventi che celebravano i 70 anni di Elgar, Elgar diresse l'Orchestra Hallé in un'esecuzione del suo Concerto per violino. Brodskij, allora 75enne e in pensione, quella sera fu il solista.
Morì il 22 gennaio 1929 in Inghilterra.

## Eredità e onorificenze
Mentre era a Lipsia Brodskij tenne una cena di Natale, durante la quale si incontrarono Johannes Brahms, Ciajkovskij ed Edvard Grieg. Questo fece nascere un'amicizia tra Ciajkovskij e Grieg, che avevano una stima reciproca. Brahms e Ciajkovskij, invece, non apprezzarono né capirono mai la musica l'uno dell'altro, sebbene avessero personalmente relazioni cordiali e rispettose.
Brodskij fu insignito dell'Ordine reale norvegese di Sant'Olav nel 1892. Durante le celebrazioni del suo 50° Giubileo nel febbraio 1902, la Victoria University gli conferì un dottorato in Musica onorario.
Brodskij possedeva un violino di Guarneri, precedentemente di proprietà di Charles Philippe Lafont.